# Anua gonoptera
Anua gonoptera là một loài bướm đêm trong họ Erebidae.